# Eupithecia inconspicuata
Euphitecia inconspicuata es una especie de polilla de la familia Geometridae. La especie fue descrita por primera vez por Otto Bohatsch habiendo sido descrita en 1893, con distribución en Turquía. El sintipo de la especie fue descrita en los alrededores de Amasya y en Ereván, Armenia.